# Contea di Big Stone
La contea di Big Stone in inglese Big Stone County è una contea dello Stato del Minnesota, negli Stati Uniti. La popolazione al censimento del 2000 era di 5 820 abitanti. Il capoluogo di contea è Ortonville.